# Patates emmascarades
Les patates emmascarades són un plat tradicional de la cuina catalana que es feia antigament a pagès per aprofitar la sang i els menuts del porc. Actualment hi ha moltes variacions, per exemple xafant les patates amb una forquilla i refregint-les barrejant-les amb col i botifarra negra. És típic de Berga, molt popular al Berguedà i zones de muntanya. El millor temps per menjar-les és a l'hivern, perquè són molt consistents i greixoses. El vi negre és un bon acompanyant juntament amb pa de pagès, amanida d'escarola i col confitada.